# Ericeia robinsoni
Ericeia robinsoni är en fjärilsart som beskrevs av Holloway 1977. Ericeia robinsoni ingår i släktet Ericeia och familjen nattflyn. Inga underarter finns listade i Catalogue of Life.